# خاریان
خاریان (به انگلیسی: Kharian) یک منطقهٔ مسکونی در پاکستان است که در ناحیه گجرات واقع شده‌است. خاریان ۲۸۰ متر بالاتر از سطح دریا واقع شده‌است.